# 西北欧

西北歐地區

西北欧（英语：North-western Europe），包括英国、爱尔兰、德国、法国的北部、低地国家（荷兰、比利时和卢森堡）以及北歐诸国 （通常不包括芬兰 ）。这种使用通常用于讨论气候变化和生物问题。一般来说，它代表的气候和生物地理学是那些显著地受到墨西哥湾暖流影响的地区。